# Eva Janko
Eva Janko (dekliški priimek Egger), avstrijska atletinja, * 24. januar 1945, Floing, Avstrija.
Nastopila je na poletnih olimpijskih igrah v letih 1968, 1972 in 1976, leta 1968 je osvojila bronasto medaljo v metu kopja, leta 1972 šesto, leta 1976 pa deveto mesto. V tej disciplini je štirinajstkrat postala avstrijska državna prvakinja.